# Przemyśl erőd

Przemyśl erőd

A Przemyśl erőd egyike Európa három legnagyobb erődjének (Antwerpen és Verdun után). Építése a krími háború idején (1853 – 1856) kezdődött meg, amikor megromlott a viszony Oroszország és az Osztrák–Magyar Monarchia között.

## Az erőd építése

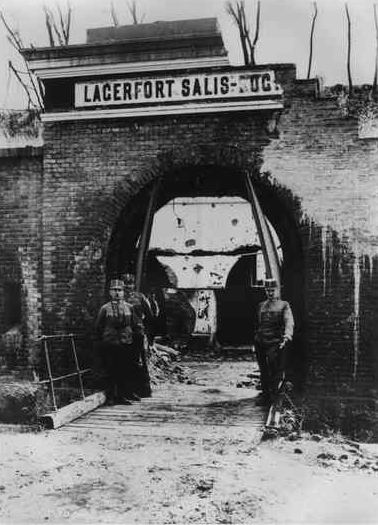
I. "Salis Soglio" erőd – 1915.

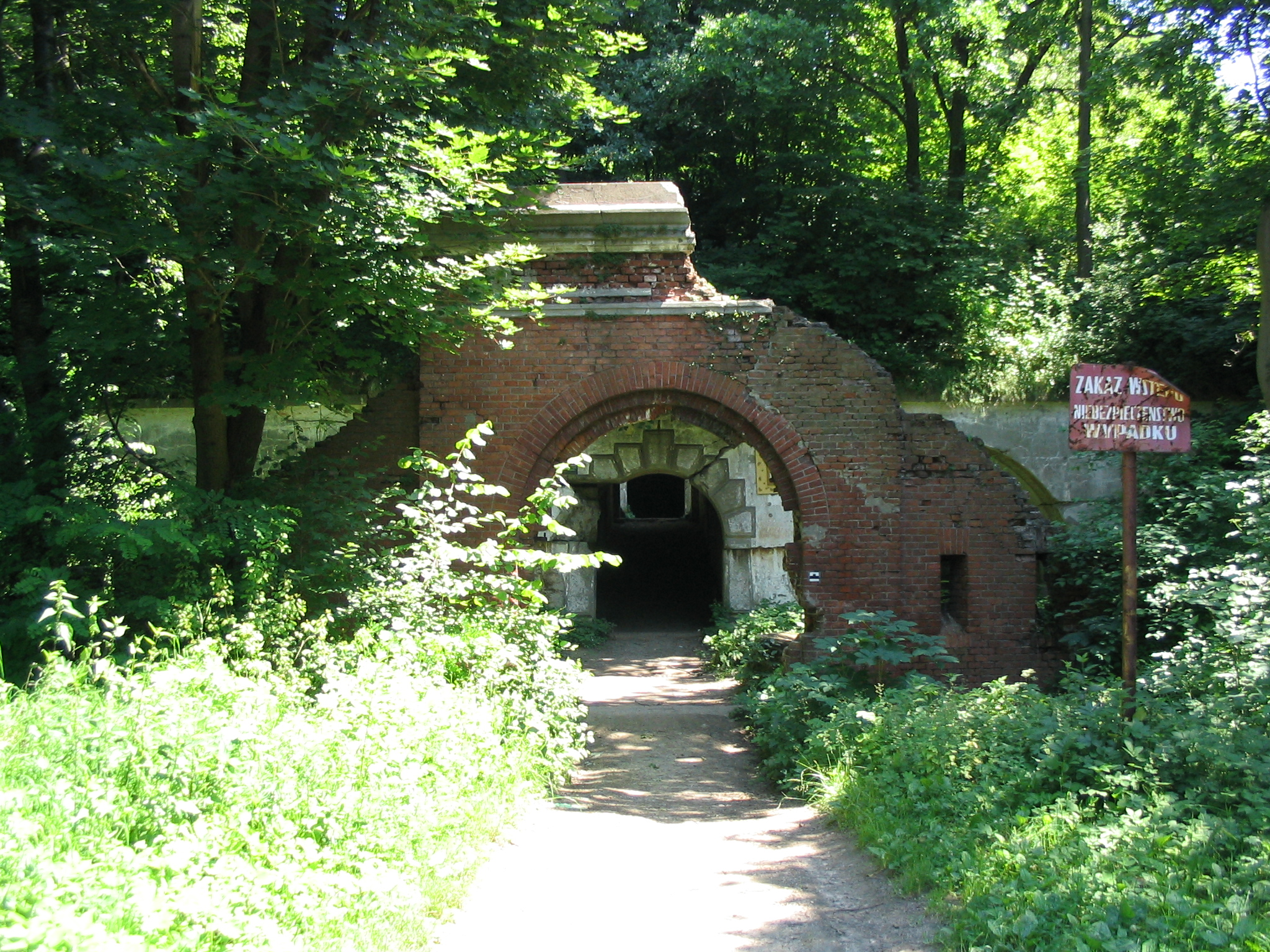
I. "Salis Soglio" erőd

1772-ben Lengyelország első felosztása Galíciát a Habsburg Birodalomnak (1804 után Osztrák Császárság) juttatta. A Galicia és Lodoméria hercegségnek nevezett terület politikai és katonai szempontból is fontossá vált. Ausztria és Oroszország viszonyának rosszabbodása – különösen a krími háború után – kikényszerítette a galíciai városok megerősítését. Galícia annektálása után a Haditanács állami erődítő bizottságot hozott létre, az pedig tiszti csoportot nevezett ki az erődök építéséhez legjobban megfelelő helyek kiválasztására. A következő helységeket vizsgálták meg: Sztrij, Lvov, Andrychów, Zalescsiki és Przemyśl. Przemyślt, ami abban az időben tíz-egynéhány-ezer lakosú kisváros volt, nem az első helyre rangsorolták, de ezt a városkát támogatta Emmerlich Blagojevič, a vezérkar főkvártélymesterségének őrnagya, aki kitűnő lehetőséget látott "a San folyó két partján fekvő Przemyśl, mint galíciai fő védelmi terület megerősítésére, amely a magyarországi útvonalakat védené". Rövidesen támogatta Przemyśl jelölését Károly főherceg, valamint János főherceg hadmérnökségének igazgatója is, aki elismerte, hogy „a hely, amely négy fontos útvonal csomópontjában fekszik, nem rendelkezik semmilyen stratégiai fontossággal. Mégis politikai okokból – ha nem akarjuk átadni ezt a provinciát és erős pozíciót akarunk – javaslom, erősítsük meg”. Ilyen módon nyújtották be a javaslatot erőd építésére Przemyślben Ferenc József császárnak, aki már 1871-ben úgy döntött, hogy kezdjék el az építkezést.
Az erőd tervezését 1873-ban fejezték be. Az építés költségeit először 24 millió forintra becsülték, az építési időt pedig 24 évre.
Maguknak az erődöknek az építésén kívül más objektumok építését is megkezdték, melyek szükségesek voltak az erőd fenntartásához és felfegyverzéséhez, például lakóházakat, barakkokat, istállókat és pékségeket. Mindez a város hatalmas fejlődéséhez vezetett.
Az első gyakorlatokat a még be nem fejezett várban 1892-ben és 1896-ban tartották. Ezek lehetővé tették, hogy néhány erődítés pozícióján javítsanak. Pénzügyi okokból az erőd építése soha nem fejeződött be teljesen. 1914-ben Przemyślnek három védelmi vonala volt, de a pénzeszközök hiánya miatt csak a belső gyűrű volt megfelelően előkészítve.

## Az erőd állapota a háború kitörése előtt

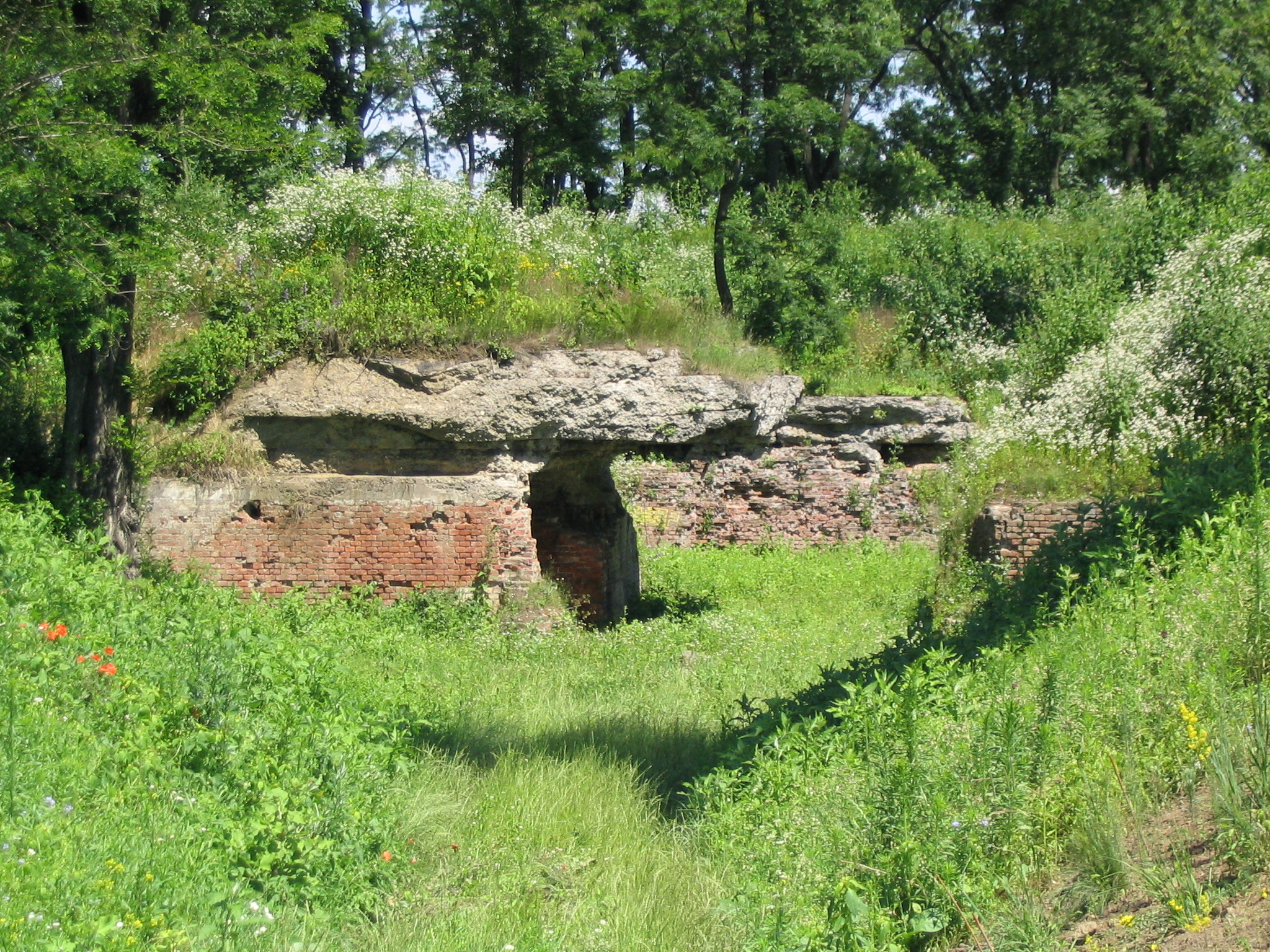
XIIIb. „Bolestraszyce” erőd

Az első világháború kitörése napján a külső gyűrű kerülete 45 km volt, és 17 főbb erődítményből állt. Ezen kívül 14 állandó ágyúállás, állandó futóárok és 2 állandó gyalogsági bázis volt.
A belső védelmi rendszer 21 erődítményből állt. A háború kitörésének napján az erődben 128 ezer fős helyőrség, 14 500 ló, 1022 ágyú és 4000 kocsi volt. A tényleges háborús készenlétet a tervezett 75%-ára becsülték. Az előkészületek hiányosságai (a pénzügyi problémák mellett) az építés elhúzódására és az építkezési munkák gyakori megszakítására volt visszavezethető.
A „mindenfajta lövedékkel szembeni ellenállás”-ra mindössze 12 erődöt értékeltek, a többiek csak az egyes gránátok becsapódása ellen védtek.
További biztosítást jelentettek a drótakadályok, az aknamezők és a gyalogság elleni árkok. Tekintettel ezeknek a biztosításoknak a rossz állapotára, 1914. augusztus 14-18 között 27 ezer munkás kezdte meg kiküszöbölni a hiányosságokat és a hézagokat, hozzáépítve többek között 7 közbenső üteget, 24 bunkert, fedett árkot és vonalat a gyalogságnak, több ezer kilométer futóárkot ástak és új aknamezőket telepítettek. Kiegészítésül 714 ágyút, 52 tarackot, 95 mozsarat és 72 géppuskát szállítottak Przemyślbe. A harcok megkezdése után a legénység létszáma kb. 131 ezer főre, a lovak száma 21 ezer darabra nőtt.

## Przemyśl ostromai
Az erődöt összesen háromszor ostromolták meg:
- Przemyśl első ostroma 1914. szeptember 17-én kezdődött, és orosz vereséggel végződött.
- Przemyśl második ostroma 1914. november 2-án kezdődött, és orosz győzelemmel végződött.
- Przemyśl harmadik ostroma 1915. május 31-étől osztrák–magyar és német csapatok támadták az erődöt, amelyet június 3-án foglaltak vissza.

## Az erőd ma
1968-ban a lerombolt és szétlőtt erődöket védett katonai építészeti emlékekké nyilvánították. 1997-ben Przemyślt bevonták a katonai épületek megőrzésének és konzerválásának országos programjába. Az erődök mentén jelenleg feketével jelzett turistaösvény vezet.

## Magyar vonatkozások

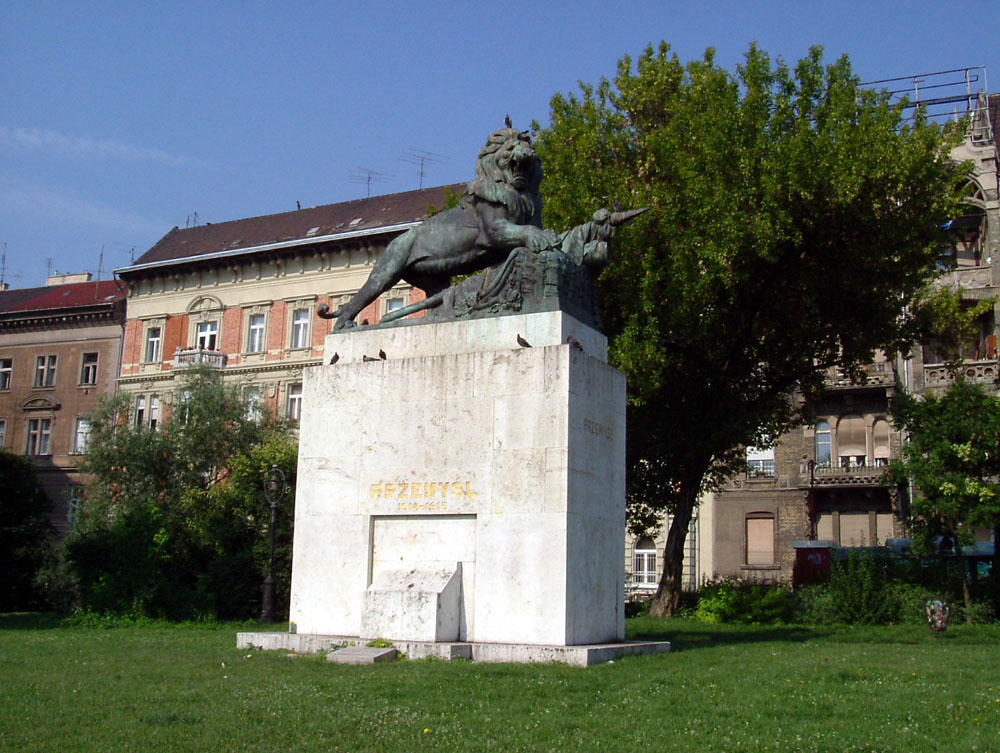
Przemyśl emlékmű Budapesten a Margit hídnál, a Gyóni Géza téren. Sződy Szilárd alkotása

A Przemyśl erőd védelménél sok magyar katona is elesett. Emlékükre állították a Margit híd budai hídfőjénél azt az emlékművet, Sződy Szilárd munkáját, amely egy erődítést eltaposó üvöltő oroszlán bronzszobra, alatta egyszerűen a "Przemyśl" felirat. Gyóni Géza költő is az erőd védői között szolgált. Megrázó verseinek témája a katonák mérhetetlen szenvedése és a háború értelmetlensége. A Fővárosi Közgyűlés 2011. szeptember 28-i rendes ülésén hozott határozata alapján a szobor körüli park a költő nevét viseli.